# 穆特勒布山
ムトロップ山（ムトロップさん）は、台中市和平区と苗栗県泰安郷の境界に位置する標高3,623mの山。雪覇国家公園に属する。別名はユンタガ山。

## 概要
日本統治時代には布秀蘭山からの山容を地獄に例え、この山を「青鬼」、品田山を「赤鬼」と呼んでいた。